# 伊芙·恩斯勒
伊芙·恩斯勒（英語：Eve Ensler，1953年5月25日—）是一位美国剧作家，表演艺术家，女性主义者和社会活动家，最出名的作品是戏剧《阴道独白》。該劇在2006年被《紐約時報》戲劇評論家查爾斯·伊舍伍評為「過去十年有重大影響的政治劇場之一」。
恩斯勒創立了非營利的「V-Day」運動，旨在募款並倡議終止對女性暴力，也因此在2011年，恩斯勒於第65屆東尼獎中獲得「伊莎貝爾·史蒂芬森獎」，該獎項表揚在戲劇界中，對於志願、社會服務、慈善等方面做出貢獻的個人。

## 个人生活
恩斯勒出生于纽约市，是一个家庭主妇和食品行业高管的女儿，在家裡的三個小孩中排行第二。她的父亲是犹太人，母亲有基督教背景。
她在2007年出版的书中描述了自己5到10岁时被作为食品公司CEO的父亲强奸和毒打的经历。她說：「我非常傷心、非常憤怒、非常叛逆。我的毛髮骯髒，我不適合任何地方。」她1975年毕业于佛蒙特州的米德尔伯里学院，畢業後開始依賴藥物與酒精。1979年9月17日她嫁给了34歲的調酒師理查‧麥狄蒙（英語：Richard McDermott），丈夫成功地說服恩斯勒接受成癮治療計畫。恩斯勒與家人之間的關係變得緊密，恩斯勒自述這讓她學到「怎麼成為一個有愛的人。」
恩斯勒是演员迪倫·麥狄蒙（英語：Dylan McDermott）的养母，当时她23岁，麥狄蒙15岁，迪倫‧麥狄蒙是父親理查與第一任妻子生下的兒子，迪倫的原名是馬克（英語：Mark McDermott），在恩斯勒的一次流產之後，馬克才將名字改為恩斯勒為未生下的胎兒準備好的名字「迪倫」。恩斯勒也鼓勵迪倫追求演藝事業。
10年后，恩斯勒與丈夫在1988年離婚，恩斯勒認為自己需要獨立與自由。根據《雪梨晨鋒報》的一篇文章指出，「在她的婚姻結束以後，她與藝術家兼心理學家Ariel Orr Jordan有一段很長的關係，但她仍是單身，這似乎符合她流浪的生活風格──她在紐約與巴黎有房子，但她經常旅遊。」
2010年6月12日恩斯勒在《卫报》写了一篇文章，其中提到她正在接受子宫癌的治疗。恩斯勒也在她的回憶錄In the Body of the World中寫下她與癌症的故事。

## 《阴道独白》
《阴道独白》写于1996年。首演在格林尼治村，《阴道独白》已被翻译成48种语言，并在超过140个国家和地区演出。在剧中出演的名人包括：珍·芳達，琥碧·戈柏，伊迪娜·门泽尔，格伦·克洛斯，蘇珊·莎蘭登，辛蒂·羅波，吳珊卓和奧花·雲費。
恩斯勒於1996年獲得奧比獎最佳新劇獎，並因劇本創作於1999年獲得古根漢獎。

## 作品
- Conviction
- Lemonade
- The Depot
- Floating Rhoda and the Glue Man
- Extraordinary Measures
- 《阴道独白》，2014年，繁體中文版由心靈工坊出版，ISBN 978-986-357-010-3
- The Good Body
- Necessary Targets
- The Treatment
- Emotional Creature

| 书籍 - 《我，在世界的身體之中》In the Body of the World: A Memoir，2013年，繁體中文版由心靈工坊出版，ISBN 978-986-611-291-1 - 《道歉》The Apology，2019年，繁體中文版由心靈工坊出版，ISBN 978-986-357-162-9 - I Am An Emotional Creature: The Secret Life of Girls Around the World - Insecure at Last: Losing It in Our Security Obsessed World - The Good Body - Necessary Targets - Vagina Warriors - A Memory, A Monologue, A Rant and A Prayer | 电影 - Until the Violence Stops（2004年） - What I Want My Words to Do to You: Voices From Inside a Women's Maximum Security Prison（2003年） - The Vagina Monologues（2002年） - Fear No More: Stop Violence Against Women（2002年）- 访问 |